# Cefotaxima
La cefotaxima (o cefotaxime) è un antibiotico beta lattamico ad ampio spettro, facente parte delle cefalosporine di terza generazione. Presenta effetto battericida sui batteri Gram negativi e Gram positivi aerobi ed anaerobi.

## Indicazioni
Viene utilizzato come terapia contro innumerevoli batteri, e quindi indicato per: polmonite batterica, sepsi, infezioni addominali compresa la peritonite, infezioni della cute e dei tessuti molli, gonorrea, tipologie particolari di meningite, epiglottite e profilassi di infezioni in seguito ad interventi chirurgici.

## Controindicazioni
Sconsigliato in soggetti con insufficienza renale, da evitare in caso di gravidanza, ipersensibilità nota al farmaco o in casi di allergia ad antibiotici beta lattamici (tra cui penicilline, cefalosporine e carbapenemi), ed in presenza di colite o di attacchi epilettici.

## Dosaggi
- Terapia delle infezioni sensibili: lievi e moderate 500 mg - 1 g ogni 12 ore o 1 g ogni 8 ore, infezioni gravi 2 g ogni 6 o 8 ore, infezioni molto gravi che mettono in pericolo la vita 2 g ogni 4 ore (dose massima giornaliera 12 g).
- Gonorrea, 500 mg im al giorno.
- Profilassi chirurgica: da 1 g im a 1 o 2 g ev in dose singola o dosi ripetute.

## Effetti indesiderati
Fra gli effetti collaterali più frequenti si riscontrano rash cutaneo, vomito, vertigini, insonnia, dolore addominale, cefalea, nausea, diarrea, Sindrome di Stevens-Johnson, necrolisi tossica epidermica, eritema multiforme, agranulocitosi.